# 埃格德群島
65°51′S 53°40′E / 65.850°S 53.667°E
埃格德群島是南極洲的群島，處於普羅克勒梅申島和巴特比角以西，由澳大利亞探險家率領的探險隊發現，現時由南極條約體系管理。